# Ле Плонжон, Элис
Э́лис Ле Плонжо́н (англ. Alice Le Plongeon, урождённая Ди́ксон, 12 декабря 1851, Лондон — 8 июня 1910, Бруклин, Нью-Йорк) — американский фотограф, писательница и археолог-любитель британского происхождения.
Родилась в лондонской артистической семье, её отец и брат занимались художественной фотографией и живописью. В 19-летнем возрасте вышла замуж за фотографа и путешественника Огюста Ле Плонжона, сопровождала его в длительных путешествиях по Мексике и Британскому Гондурасу, продолжавшихся в 1873—1884 годах. Ассистировала при раскопках и фотофиксации археологических памятников Ушмаля, Чичен-Ицы, Майяпана, островов восточного побережья Юкатана. Активно пропагандировала оккультные и псевдонаучные теории своего супруга, сама развивала их в собственных сочинениях. В 1890 году выступала перед главой Теософского общества Еленой Блаватской с лекцией об открытиях в стране майя, но не нашла с нею общего языка.
В 1980-х годах фотоархивом супругов Ле Плонжон занимался антрополог Лоренс Гюстав Десмонд, который в 2009 году напечатал отдельную биографию Элис и опубликовал её полевые дневники за 1873—1876 годы, а также несколько вариантов каталога выполненных супругами Ле Плонжон фотографий.

## Ранние годы и замужество (1851—1873)

### Лондон

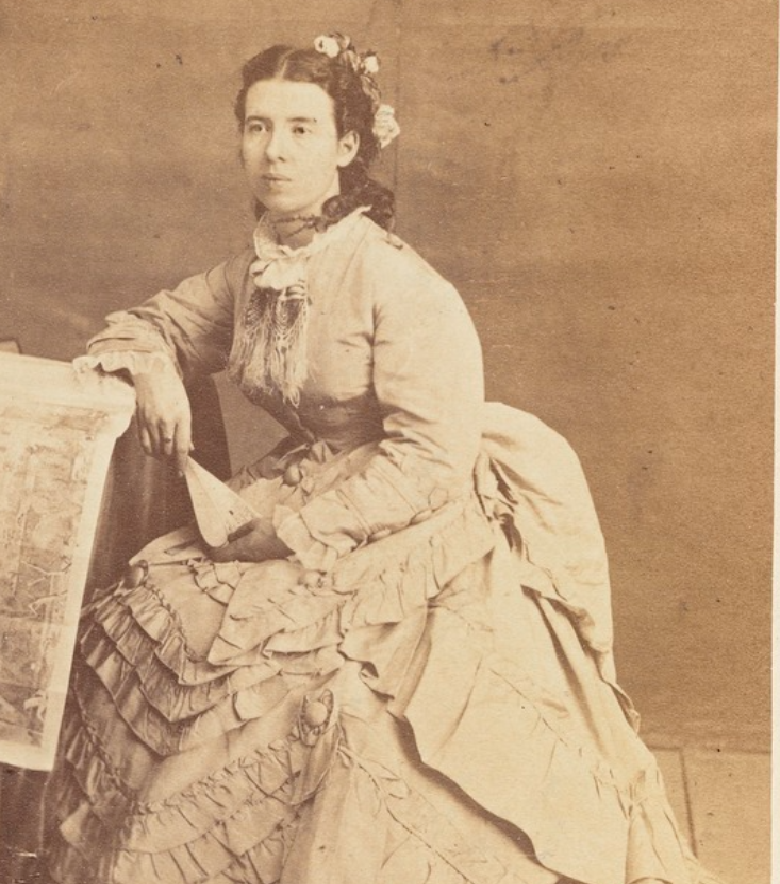
Фотопортрет Элис Ле Плонжон, сделанный её отцом в 1871 году. Она рассматривает иллюстрацию из книги Стефенса о Юкатане

Элис была вторым ребёнком в браке Генри Диксона (1820—1893) и Софии Кук (1827—1916); всего в их браке родилось девять детей. Она появилась на свет 21 декабря 1851 года в районе Риджентс-парк, в доме № 83 по Стэнхоуп-стрит. Генри в тот период работал гравёром в типографии, что в дальнейшем привело его к ремеслу фотографа. Позднее он стал известным пейзажным фотографом и фиксировал исторические постройки в Лондоне, которым угрожало разрушение, его ателье с 1860-х годов стало прибыльным предприятием. Дед Элис по материнской линии был владельцем гостиницы и мясной лавки в Байфлите в Суррее, а дядя — брат отца — Джейкоб Диксон (1806—1889) служил в гомеопатической больнице на Грейт-Ормонд-стрит, всячески опекал племянницу и привил ей интерес к спиритуализму. Остальные родственники в основном придерживались унитарианства, но в целом в семье религия не занимала много места. Младший брат Томас Джеймс унаследовал отцовское ателье, а ранее получил художественное образование в Париже в Академии Жюлиана, в мастерских Бугро и Лефевра, стал известен как живописец и скульптор-анималист. Его акварель «Львы» была выставлена в Галерее Тейт, и он работал фотографом до своей кончины в 1943 году. Между 1875 и 1885 годами он получил заказ на фотографирование животных в Лондонском зоопарке.
Элис получила хорошее образование, играла на музыкальных инструментах, была начитана в истории и литературе, пробовала писать сама. В юности она думала о карьере певицы и занималась музыкой до конца жизни. Искусство фотографии она восприняла в общении с отцом, и в данных переписи населения 1871 года в графе «род занятий» она была зафиксирована как «ассистент фотографа» вместе с сёстрами Люси и Джесси. Семья обитала тогда в доме со студией № 112 на Олбани-стрит.
С Огюстом Ле Плонжоном Элис познакомилась в Лондоне, куда он прибыл, обуреваемый идеей доказать связи древних культур Старого и Нового Света. В позднейшей переписке она утверждала, что замужество было ей предсказано на спиритическом сеансе. Огюст был старше на двадцать пять лет, но произвёл на родных впечатление своими светскими манерами и джентльменством, «несмотря на французское происхождение». Они общались весной и летом 1871 года, однако Элис отказывалась выходить замуж, при этом братья и сёстры явно были на стороне потенциального жениха, тем более что Огюст был состоятельным человеком. Элис заинтересовалась цивилизацией майя, которую собирался изучать Ле Плонжон, и была сфотографирована своим отцом с книгой Стефенса. Наконец, осенью того же года Элис и Огюст, не вступая формально в брак, вместе отправились в Нью-Йорк, впрочем, соблюдая викторианские приличия.

### Нью-Йорк

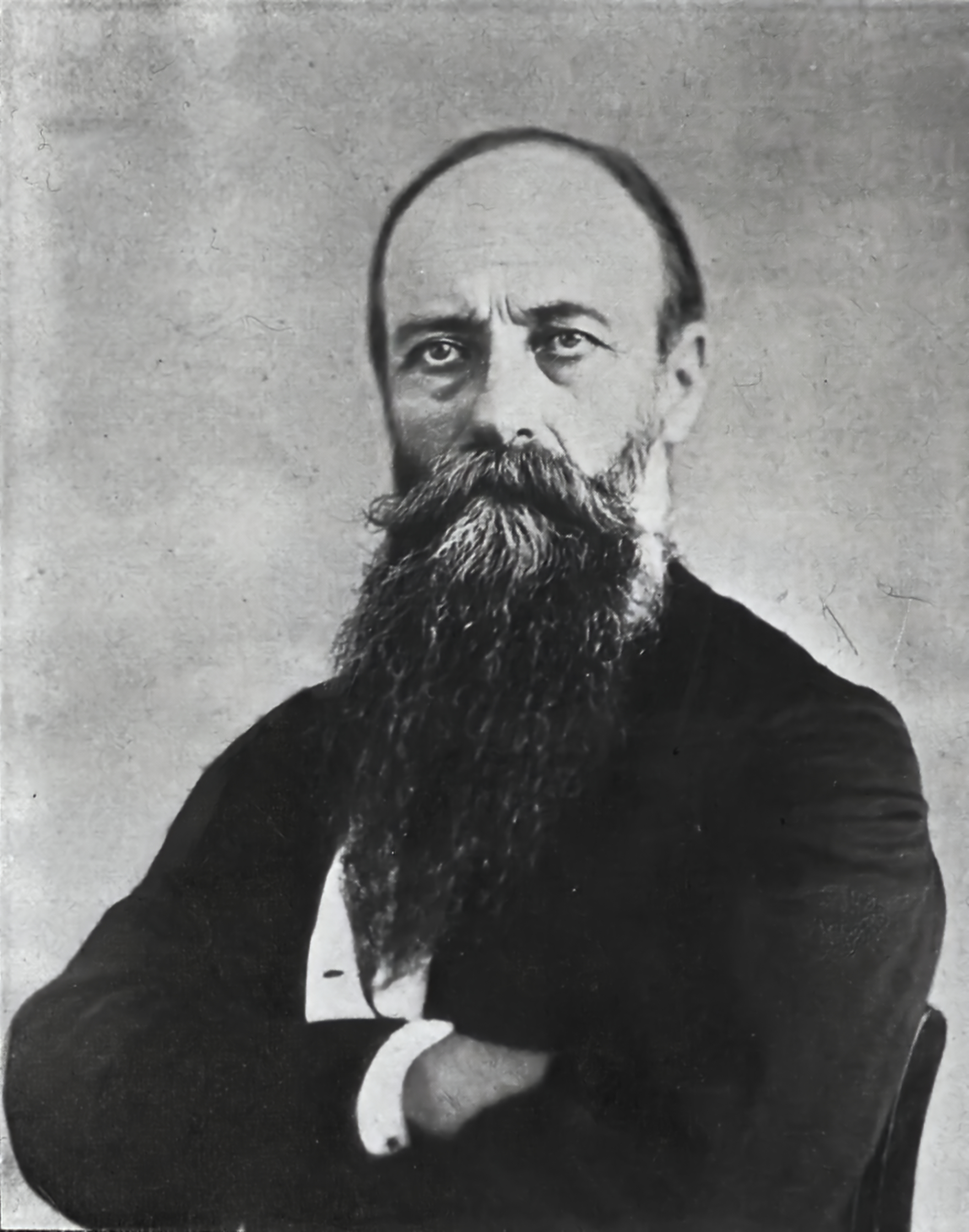
Огюст Ле Плонжон. Фото Элис Ле Плонжон около 1875 года

В Америке Элис согласилась выйти за Огюста замуж официально. Гражданская церемония была проведена в Бруклине 16 октября 1871 года мировым судьёй Форрисом. В брачном договоре был указан адрес: Марси Авеню, 403. Почти полтора года, проведённых в США, супруги потратили на подготовку к большому путешествию в Мексику. Огюст Ле Плонжон всерьёз воспринял идеи аббата Брассёр де Бурбура о том, что Центральная Америка является родоначальницей мировой цивилизации и была каким-то образом связана с Древним Египтом. Именно в трудах аббата указывалось, что ещё ни один исследователь не занимался на Юкатане археологией. Ле Плонжон также активно совершенствовался в фотографическом искусстве, чтобы запечатлеть как можно больше памятников. Пионером фотографирования древних памятников Мезоамерики выступил Дезире Шарне, использовавший тяжёлую павильонную камеру, требовавшую стеклянных фотопластин форматом 12 × 16 дюймов (30 × 41 см). Элис и Огюст решились перейти на другую технологию, вдобавок в 1870-х годах Дэвид Брюстер популяризировал стереопары, позволяющие добиться полного эффекта присутствия. Для стереопар супруги Ле Плонжон задействовали стеклянные пластинки формата 4 × 8 дюймов (10 × 20 см), на которые непосредственно перед съёмкой наносился влажный коллодий, обрабатываемый затем нитратом серебра. Такая техника позволяла делать изображения высокого качества, но требовала огромных усилий, оперативности и искусства фототехника. В полевых условиях коллодиевая эмульсия загрязнялась пылью или насекомыми, что требовало повторения процесса. Сухие желатиновые пластины уже существовали ко времени отъезда супругов, но не были проверены в условиях влажных тропиков. Впоследствии Ле Плонжон утверждал, что в условиях города можно было бы попытаться проявлять негативы с сухих пластин, но это требовало льда, который продавался в Мериде по цене 12 центов за фунт.
Ле Плонжоны купили две камеры фирмы Scovill Manufacturing Company — одна для производства стереопар формата 4 × 8 дюймов, вторая — для съёмки на пластинки 5 × 8 дюймов. Огюст опубликовал перед отъездом заметку в газете Photographic Times, в которой описал используемые объективы, набор которых включал как широкоугольные линзы, так и предназначенные для портретной съёмки. Для перевозки по неровным дорогам и тропам были заказаны специальные кофры. Огюст построил передвижную тёмную комнату, которая упаковывалась в особый ящик и могла быть развёрнута в буквальном смысле за пять минут. Примечательной частью дорожного гардероба были штаны для Элис, поскольку она сочла, что лазить по заросшим руинам в юбке будет в высшей степени неудобно (впрочем, у неё была юбка в виде шторки, которую было легко накинуть, если того требовали светские приличия). Приготовления к отъезду были окончены в июле 1873 года: Ле Плонжон выпустил в свет справочник фотографа на испанском языке, рассчитывая на успешные продажи в Мексике, что должно было обеспечить дорожные расходы. 28 июля супруги отплыли на пароходе «Куба».

## Семь лет на Юкатане (1873—1880)

### Мерида — Ушмаль — Чичен-Ица

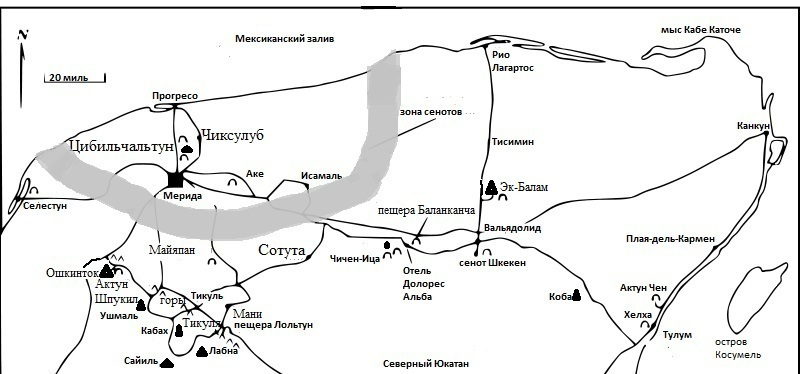
Археологическая карта Северного Юкатана с указанием важнейших городов древних майя (по Брюсу Роджерсу)

Официально Ле Плонжон действовал от имени Американского общества антикваров в Вустере, глава которого Стивен Солсбери обязал Огюста присылать отчёты и сообщения об интересных находках. Элис также подала заявку и получила сообщение, что её рукописи будут рассматриваться, но никаких обязательств начинающая писательница не получит. Лишь в 1879 году в «Записках Американского общества антикваров» увидели свет её «Заметки о Юкатане» по результатам путешествия вдоль восточного побережья полуострова. Элис выступала соавтором Огюста, обрабатывая его рукописи, так как он писал по-английски с ошибками и не всегда мог корректно выражать свои мысли.
Морской переход до Юкатана был омрачён морской болезнью Элис и тем, что грязное судно кишело насекомыми. Власти Гаваны запретили сходить на берег из-за эпидемии жёлтой лихорадки. 7 августа пароход вошёл в порт Прогресо, на берег Ле Плонжонов свезли в шлюпке, на что потребовалось три часа. К тому времени Элис уже страдала от лихорадки. Эпидемия была объявлена и в Мериде, но это не остановило супругов, которые наняли фургон для перевозки имущества. Первый месяц прошёл напряжённо: Элис почти неделю провела в критическом состоянии от лихорадки и оправилась только благодаря Огюсту, служившему сиделкой. Далее его привлекли к суду за игнорирование санитарных правил, а поскольку он был не согласен с приговором и угрожал суду револьвером, то получил две недели ареста. Постепенно они привыкли к месту и прожили в Мериде около полугода. Когда супруги сочли, что успешно адаптировались, они наняли двухколёсную повозку, запряжённую мулом, и двинулись к руинам Северного Юкатана.
В декабре 1873 года супруги отправились в Исамаль, где обнаружили крупный культовый центр, в котором католические обряды причудливо смешивались с языческими представлениями. Огюста заинтересовала индейская медицина, и он пришёл к выводу, что знахари не имеют разработанной системы врачевания, полагая, что причиной всех заболеваний является колдовство, с которым и нужно бороться. Первые фотографии мексиканских памятников были сделаны Ле Плонжоном в декабре 1873 года в деревне Муна, где была примечательная церковь колониальной эпохи. Муна располагалась примерно в 15 милях от Ушмаля. Первое пребывание на руинах городища заняло всего два дня, после чего супруги уехали в Мериду. Ле Плонжоны на практике в некоторой степени овладели юкатекским языком и с ноября 1874 года стали ездить по стране, вакцинируя местное население от оспы. Это было санкционировано губернатором Либорио Иригойеном, поскольку на полуострове разразилась сильная эпидемия, но зарплата была символической, вакцину Ле Плонжону также пришлось заказывать за свой счёт. Таким образом супруги добрались до руин Ушмаля, были допущены на религиозные и светские праздники. На территории городища в 1870-х годах была асьенда, где разводили крупный рогатый скот и выращивали сахарный тростник, общее число пеонов достигало пятисот. Супруги разбили лагерь в руинах «Дворца правителя» и занялись сначала оценкой общего плана городища и фотографированием панорамы.

Элис Ле Плонжон на Юкатане
Элис в Мериде с нотами и гитарой
Элис в штанах на руинах здания «Акаб Циб[англ.]» в Чичен-Ице
Элис и Огюст в походном лагере во «Дворце правителя» в Ушмале
Элис в ушмальских руинах

В Чичен-Ицу Ле Плонжоны прибыли через Вальядолид. Из-за партизанских вылазок повстанцев из Чан-Санта-Крус супруги задержались в городе от 20 мая до 21 сентября 1875 года и лишь затем отправились под охраной генерала Гильермо Паломино, будущего юкатанского губернатора. Непосредственно их сопровождали полковник Фелипе Диас, командующий восточной линией обороны, полковник Хосе Коронадо и две роты солдат. Первый сезон в Чичен-Ице продлился пять месяцев, начиная от 27 сентября 1875 года и до февраля следующего года. Супругов разместили на заброшенной асьенде, которую укрепили от нападений повстанцев. Огюст в сентябре 1875 года сильно недооценил объём работ, полагая на основе отчётов предшествующих путешественников, что трёх недель на разведку будет вполне достаточно. Когда срок истёк, полковник Диас вооружил нанятых Ле Плонжонами индейцев, а сами путешественники поселились в здании заброшенной церкви в близлежащей деревне Писте, расположенной в лиге от руин. Объём проделанной Огюстом и Элис работы был очень значительным: они сфотографировали каждое из отдельно стоящих зданий, запечатлев также общие виды, барельефы и иные примечательные детали. Огюст скопировал на кальку фрески верхнего Храма ягуаров, сделал слепки 90 рельефов, из которых наиболее объёмной был 13-метровый фриз с иероглифической надписью в «Акаб-Цибе», а также рельефы платформ Венеры и Орлов и прочего. Был найден и полутораметровый Чак-Мооль, для перевозки которого пришлось сконструировать специальную повозку. Большую часть 1876 года супруги Ле Плонжон провели в Мериде, пытаясь добиться разрешения вывезти Чак-Мооля для экспонирования на Столетней выставке в Филадельфии. В июле они вновь посетили Ушмаль, провели восемь дней в Мотуле и Аке, но из-за острого приступа малярии у Элис вернулись к цивилизации.

### Острова и Британский Гондурас

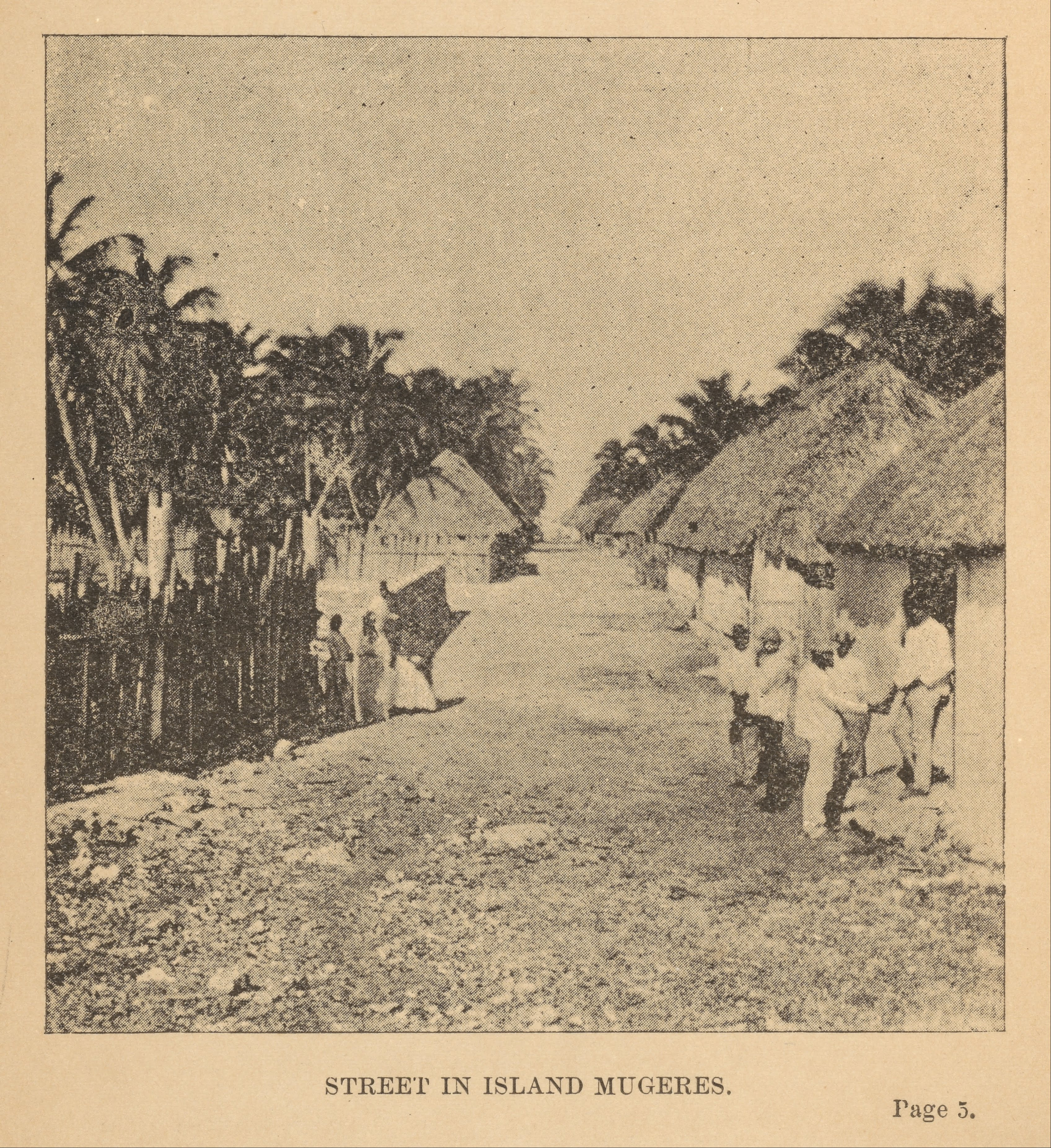
Деревня на Исла-Мухерес. Фото из путевых заметок Элис Ле Плонжон

20 ноября 1876 года Элис и Огюст на шхуне «Вива» отправились исследовать восточное побережье Юкатана и отплыли на Исла-Мухерес, прибыв в залив Долорес 2 декабря. Поскольку Элис страдала морской болезнью, плавание на 15-тонной шхуне в сезон штормов оказалось для молодой женщины серьёзным испытанием. Пребывание на островах растянулось в итоге на семь месяцев. Элис вела записки, упорно именуя их «меморандумами», которые затем были использованы для книги путевых очерков «Здесь и там на Юкатане». Главной целью супругов Ле Плонжон был Экаб, о существовании которого они знали из труда Когольюдо. Местные жители считали их кладокопателями. Тем не менее Огюсту удалось составить план одного из храмов, в руинах которого он обнаружил 28 декабря терракотовую статуэтку. В целом результаты разочаровали Ле Плонжона, поскольку храм был сильно разрушен.
Ле Плонжон очень хотел посетить Тулум, но это было невозможно: городище находилось на территории восставших из Чан-Санта-Крус. Взамен супруги обосновались на Косумеле, где пробыли с февраля по июнь 1877 года. Пришлось ютиться в заброшенной соломенной хижине. Исследователей поддерживал приходской священник отец Рехон, который помогал Огюсту, когда тот сильно поранился при обследовании священного сенота и потерял много крови. Далее на лодке контрабандистов табака Ле Плонжоны отправились в Белиз, что было опасно из-за близости территорий, занятых повстанцами.
Элис, будучи британской подданной, рассчитывала на успех в Белизе. Вместе с Огюстом она открыла фотоателье, продукция которого пользовалась устойчивым спросом, и пребывание в британской колонии продлилось около полутора лет. Продукции фотостудии Ле Плонжонов почти не сохранилось: отпечатки фото передавались заказчикам, а стеклянные пластинки с негативами очищались и многократно использовались. Остались 50 снимков ландшафтов и городских пейзажей — вероятно, это были одни из первых фотографий Белиза. Именно здесь Элис смогла отредактировать свои записки и подготовить публикацию: в 1879 году Американское общество антикваров выпустило её статью о Юкатане, написанную на основе публичной лекции в женской католической школе. Редакторы статьи подвергли текст некоторой правке, например, был удалён пассаж с критикой Стефенса, ибо американский путешественник считал, что современные ему майя утратили все свои древние обычаи. Статья Элис Ле Плонжон была первой публикацией женщины в учёных записках Общества антикваров, выпускаемых с 1812 года, и лишь семьдесят лет спустя в этом издании появится следующая статья, написанная женщиной. К началу 1880 года Ле Плонжоны хотели вернуться в северную часть Юкатана: Огюста обуревала идея найти подлинные рукописи майя. Он писал тестю Диксону, что при раскопках древних гробниц иногда находили разложившуюся органическую массу — это было всё, что оставалось от некогда великолепно иллюстрированных кодексов. Финансирование можно было найти только в Нью-Йорке, куда Огюст и Элис отплыли 25 апреля.

## Мерида — Нью-Йорк — Мехико (1880—1884)

### В столице Мексики

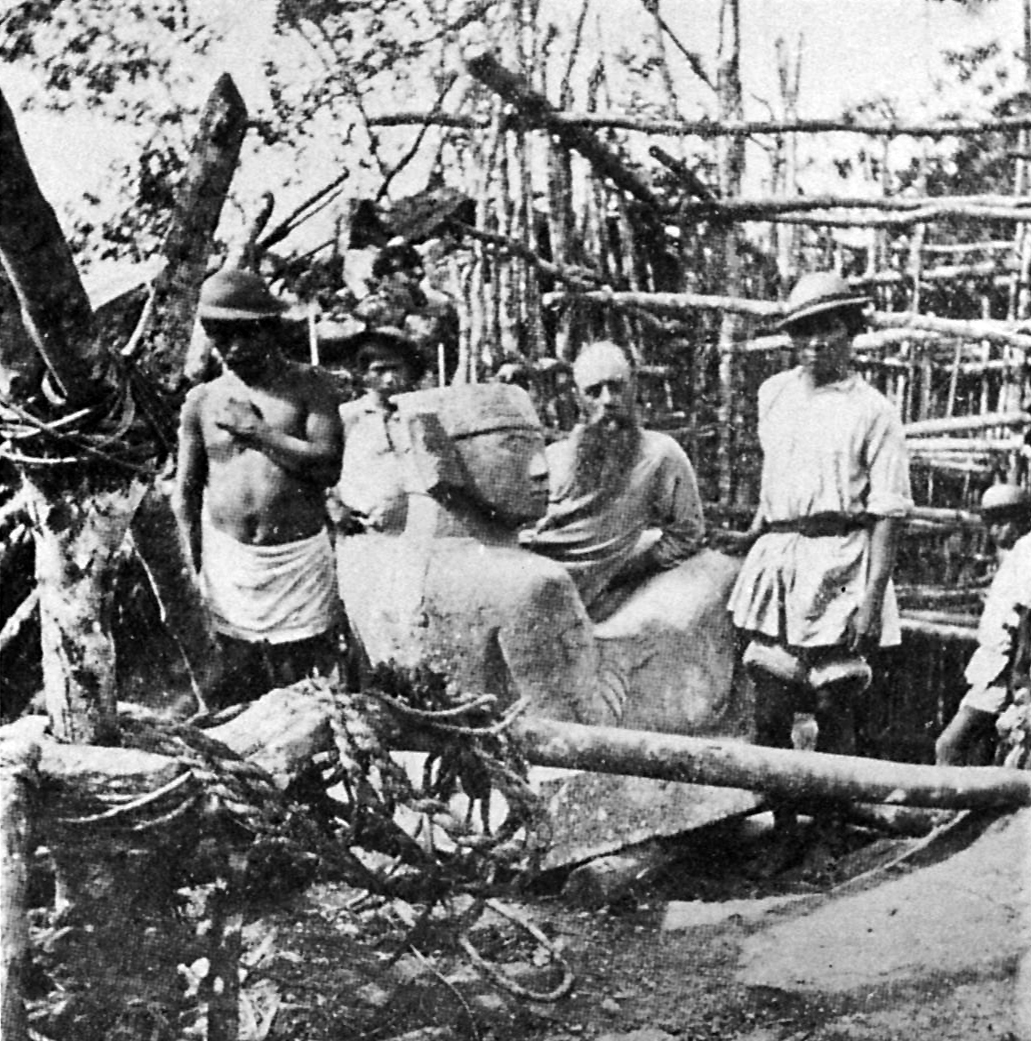
Ле Плонжон у откопанной им в Чичен-Ице статуи Чак-Мооля. Во время поездки в Мехико он безуспешно пытался получить право вывезти статую из Мексики

В апреле 1880 года Ле Плонжоны на два месяца вернулись в Нью-Йорк, рассчитывая найти спонсора и подлечиться от последствий тропических заболеваний. Главным занятием Элис были отбор фотоматериалов (Ле Плонжоны вывезли из Мериды весь свой архив) и перевод негативов со стеклянных пластинок на плёнки Истмена и сухие фотопластинки Корбетта. Она также заключила контракт с еженедельником New York World на публикацию материалов о Мексике и майя. Огюст рассчитывал на спонсорскую поддержку табачного фабриканта Пьера Лорийяра IV, а также на протекцию посла США в Мехико (в ранге министра) Филипа Моргана, который обещал содействие президента Порфирио Диаса. Лорийяр действительно предоставил средства, достаточные для работ в Майяпане, причём не только на фотографирование, но и наём рабочих на раскопки, а также на расходные материалы для изготовления слепков скульптур, стел и барельефов. Супруги вернулись в Мериду в первую неделю июля 1880 года и стали ждать официальных документов из Мехико. После двух месяцев простоя Элис и Огюст выехали через Веракрус в Мехико, куда прибыли 21 сентября. Денег хватило на съём квартиры в самом центре города, в которой Элис организовала собственный салон. Миссис Ле Плонжон явно пользовалась популярностью. Посол Морган дал в её честь званый обед в посольстве всего через три для после прибытия в город. Ещё через неделю (2 октября) в посольстве в честь Элис был устроен бал. В её багаже было белое атласное платье, с которым она неизменно носила нефритовое украшение из Чичен-Ицы, которое они с Огюстом именовали «талисманом царицы Му». Элис неважно владела испанским языком, но хорошо говорила по-французски, который был в Мексике языком высшего общества. 25 сентября Огюст Ле Плонжон был принят Порфирио Диасом, который встретил авантюриста весьма милостиво и предоставил право на вывоз выполненных слепков и чертежей за пределы страны. Однако обнаруженные ценности и произведения искусства должны были остаться собственностью Мексики. В конце октября Огюст и Элис ещё раз встречались с президентом уже в неофициальной обстановке, при этом присутствовал и американский министр. Далее Ле Плонжон прочитал несколько лекций в Национальном музее. Произошла и ссора с французским путешественником Дезире Шарне, который демонстративно покинул посольский бал, данный в честь Элис Ле Плонжон. Перед отъездом президент Диас позволил Ле Плонжонам работать со всеми фондами Национального музея в Мехико, а Огюст заказал Лорийяру несколько бочек с сухой целлюлозой для папье-маше, которое лучше подходило для тропических условий, чем гипс. Ле Плонжон снял слепки с надписей майя из Паленке, доставленных капитаном Дюпэ. В дальнейшем эти изображения использовались как иллюстративный материал. 26 октября супруги отбыли на Юкатан.

### Последние работы на Юкатане
В 1881 году Ле Плонжоны работали на городище Майяпана, а затем вновь побывали в Нью-Йорке. За четыре месяца, проведённых в США, супруги смогли получить достаточно средств на издание книги путевых заметок и продолжение работ на Юкатане, но ссора с руководством Общества антикваров оказалась фатальной, и в 1882 году Огюст вышел из его рядов. В 1881 году Элис официально стала специальным корреспондентом New York World, где вышли её описание карнавала в Мериде и три статьи об их с Огюстом раскопках — два материала об Ушмале и статья о Чичен-Ице. В последней она писала о царице Му как о действительно существовавшей женщине. Кроме того, в 1881 году Элис опубликовала интервью с собственным мужем. С декабря 1881 по февраль 1882 года Ле Плонжоны вновь были в Нью-Йорке, где Элис прошла интервьюирование в Scientific American, Magazine of American History, Harper’s и ещё в нескольких других изданиях. 27 декабря 1881 года миссис Ле Плонжон прочитала в Бруклине свою первую публичную лекцию, иллюстрированную диапозитивами; её обзор в газете Brooklyn Daily Eagle занял целую колонку. Издание Photographic Times заказало Элис статью об искусстве фотографии, опубликованную в ноябре 1882 года. Статью Элис об открытиях её мужа в 1884 году опубликовали и в Scientific American. Все эти публикации приносили некоторые деньги. Репортажи Элис пользовались успехом у несведущей публики, и в 1886 году на основе восемнадцати её статей была опубликована книга очерков «Здесь и там на Юкатане».
Сезон 1883 года Ле Плонжоны провели в Чичен-Ице, где Огюст решился нанять копателей на археологическое обследование Платформы Венеры. Поскольку этот объект напоминал Платформу Орлов, где была найдена статуя Чак-Мооля, Ле Плонжон предположил, что и в недрах Платформы Венеры захоронена аналогичная скульптура. Статуя действительно была обнаружена на восьмой день работ приблизительно в центре платформы примерно на уровне окружающей местности, далее она поступила в Музей Мериды. Далее Элис и Огюст переключились на фрески Храма Ягуаров, на которых обнаружили лица «с семитскими чертами лица» и с бородами. Огюст заявил, что на фресках запечатлена история царицы Му и её брака с принцем Акохом, после гибели которого от рук брата Аака вдова бежала в Египет, где и стала богиней Изидой. Этот сюжет стал основой очередной книги Ле Плонжона, в которой он однозначно выводил истоки цивилизаций майя и Древнего Египта из Атлантиды. Эту последнюю он называл «Му». Судя по публикациям Элис Ле Плонжон, супруги совершенно серьёзно считали себя современными реинкарнациями принца Акоха и царицы Му и находили подтверждение этому в вещих снах. В июне 1884 года Ле Плонжоны вернулись в Нью-Йорк, как оказалось — навсегда.

## Последние десятилетия (1885—1910)

### Попытки признания

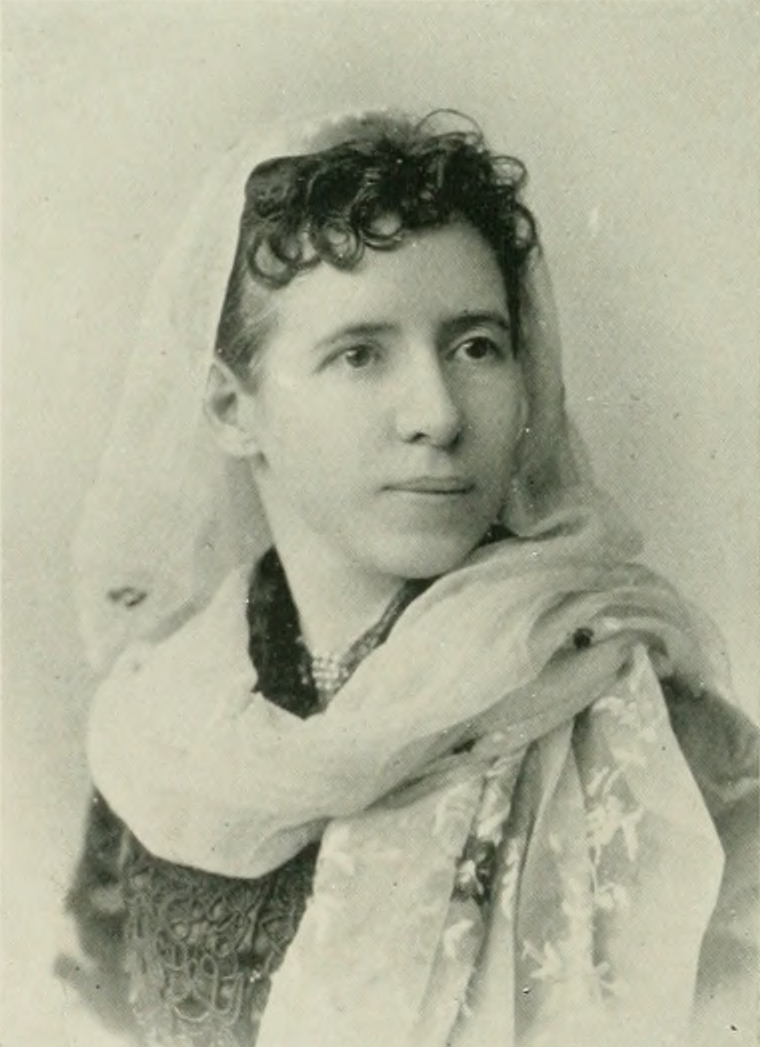
Элис Ле Плонжон в 1893 году. Фото из книги A woman of the century

После возвращения в Нью-Йорк в июне 1884 года Ле Плонжоны обосновались на квартире в доме № 204 по Вашингтон-стрит в Бруклине, достаточно просторной, чтобы вместить бумаги, слепки, фотопластинки и прочее. Уже в середине ноября 1884 года супруги отбыли в Новый Орлеан, в котором прожили до февраля 1885 года. Огюст общался с организатором Северо-, Центрально- и Южноамериканской выставки Эдвардом Берком, который предложил воссоздать один из храмов майя, но на это требовалось 5000 долларов. Элис смогла провести в Новом Орлеане несколько публичных лекций, которые, судя по газетным отзывам, имели успех. За весь 1885 год она опубликовала пять статей, преимущественно посвящённых этнографии и пропаганде взглядов Огюста о существовании у древних майя масонских ритуалов или связи древнеамериканской и древнеегипетских культур. После возвращения в Нью-Йорк 25 апреля 1885 года Элис выступала перед двумястами членами Исторического общества Лонг-Айленда с лекцией о древнем и новом Юкатане. Часть текста лекции была напечатана на первой полосе газеты Eagle. В эти же годы миссис Ле Плонжон вернулась к своим давним интересам — спиритуализму и сверхъестественным феноменам — и сама считалась сильным медиумом. 1 марта 1886 года Элис читала доклад о храмах и дворцах Юкатана в Нью-Йоркской академии наук, на котором присутствовали 130 слушателей. В основном доклад был посвящён археологическим памятникам Ушмаля и параллелям между находками на Юкатане и в Египте.
В 1887 году вспыхнул конфликт Ле Плонжона и Американской ассоциации содействия развитию науки, когда вице-президент антропологического отдела Дэниел Бринтон в небрежной форме отказал Элис в просьбе прочитать серию лекций о Юкатане во время августовской сессии Ассоциации. В 1888 году Элис опубликовала две статьи в журналах Общества антикваров и востоковедов, посвящённых испанскому завоеванию Юкатана и открытию этих местностей, явно написанных с проиндейских позиций. Кроме того, в Photographic Times она поместила статью о сравнительных свойствах стеклянных и желатиновых фотопластинок. В 1889 году она опубликовала примечательную статью о юкатекских женщинах, а также статью об обстоятельствах гибели и погребения Франсиско Писарро. Она также была принята в Обществе Зайдля. Практически никаких сведений не осталось о поездке Элис в Цинциннати с циклом публичных лекций в апреле 1890 года; кто её пригласил и какова была аудитория, остаётся только гадать.
Летом 1890 года Ле Плонжоны получили приглашение Теософского общества и его главы Елены Блаватской прочитать лекции о своих открытиях на Юкатане. Элис много лет общалась с участниками Нью-Йоркской ложи общества, хотя так и не вступила в его ряды. Лекция была назначена на сентябрь, что позволило заодно навестить семейство самой Элис. Статья миссис Ле Плонжон о майя была принята теософским журналом «Люцифер», хотя и сопровождалась раздражённым редакторским комментарием, написанным Анни Безант или самой Блаватской. Элис доказывала, что на стенах памятников майя стиля Пуук были представлены изображения вымерших американских мастодонтов, и древнеиндийский слоновый культ — американского происхождения. В комментарии читателям напоминали, что индусы-арийцы — последнее ответвление первой подрасы Пятой коренной расы, не имевшей отношения к индейцам. В конце августа 1890 года Элис впервые за девятнадцать лет воссоединилась с семейством своего отца. В субботу, 6 сентября Ле Плонжоны были приняты Блаватской в её резиденции и задержались до поздней ночи. Семейство Диксонов также было приглашено. Именно в этой лекции Элис повторила все излюбленные концепции своего мужа: что грамматические формы и синтаксис языков майя и древних египтян почти идентичны, а каждая буква греческого алфавита имеет значение на языке майя, а его порядок шифрует в стихотворной форме гибель Атлантиды, называемой у майя «страной Му». Плодотворного контакта Ле Плонжонов и теософов не получилось. После выхода книги Огюста «Царица Му и египетский сфинкс» она подверглась разгромной критике в журнале «Люцифер».

### Кризисные годы

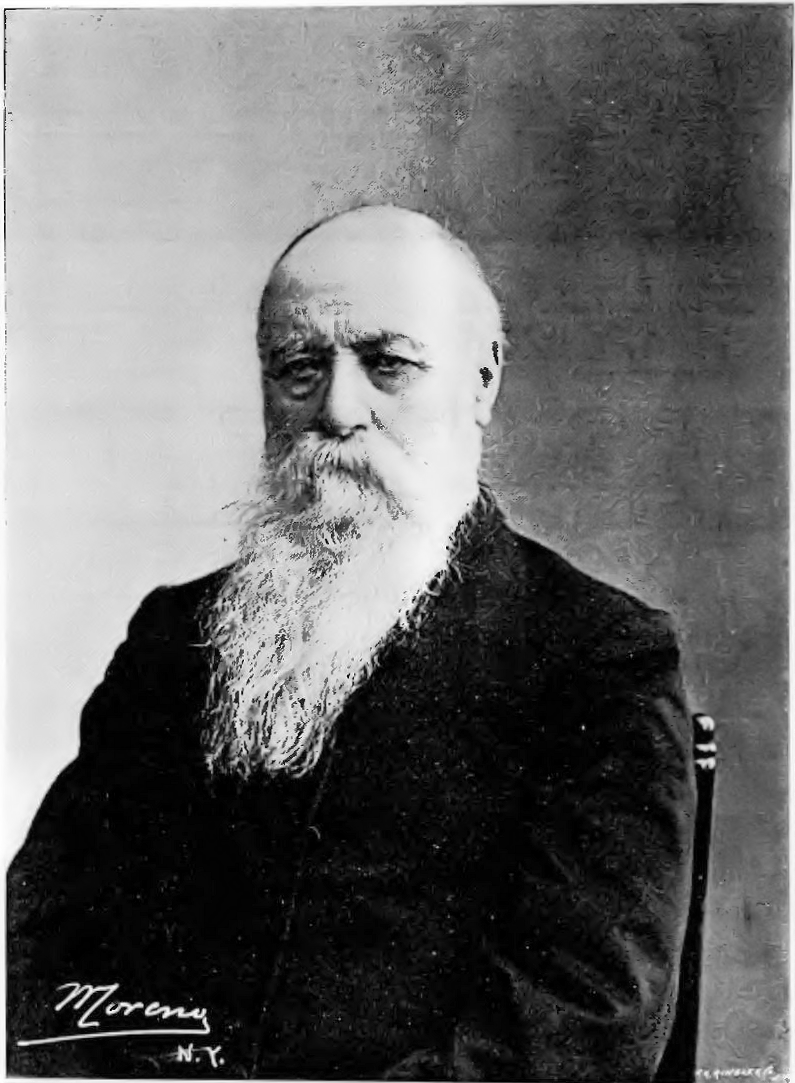
Ле Плонжон в 1896 году. Фронтиспис к изданию книги Queen Móo and the Egyptian Sphinx

В начале 1890-х годов Элис Ле Плонжон включилась в движение по пропаганде в Америке кремации, которую отстаивало женское общество «Sorosis». В 1892 году она опубликовала статью о кремации в древних культурах и утверждала, что майя до испанского завоевания практиковали трупосожжение. В честь празднования 400-летия открытия Америки Элис была приглашена читать публичную лекцию о Христофоре Колумбе, которая прошла в Церкви августинцев на Пятой авеню 1 марта 1893 года. Пригласили её и на женский конгресс на Всемирной Колумбовой выставке в Чикаго. Все накопленные Огюстом средства были истрачены во время путешествий, ему не удалось получить ни академического признания, ни восторгов широкой публики, ни постоянного места работы. Большая часть написанных книг и статей отвергалась издательствами и редакциями журналов. Огюсту было 70 лет, и поэтому основные тяготы по зарабатыванию денег пали на Элис. Она, кроме того, активно пропагандировала бесплатные кухни для нуждающихся. Когда 20 января 1893 года пришла каблограмма о кончине отца Элис — Генри Диксона, у неё не было средств поехать к родным. 28 февраля 1894 года она дала публичную лекцию о Юкатане в благотворительных целях, а со временем стала профессиональным лектором и с одинаковой лёгкостью рассказывала о мистицизме, спиритуализме и Древних Помпеях. В газетах хвалили её манеру и британский акцент. Элис всегда выступала экспромтом, давая краткий конспект с росписью слайдов для ассистента с волшебным фонарём. На некоторых лекциях Элис исполняла испанские и майянские песни, аккомпанируя себе на гитаре. На одной из лекций она познакомилась с молодой канадкой Мод Блэквелл, которая стала ближайшей подругой Элис до самой её кончины. Лекции обратили на неё внимание влиятельного финансиста Морриса Джесупа, на финансовую помощь которого Элис рассчитывала.
Практически весь 1895 год был посвящён поиску средств для публикации новой книги Огюста. 19 марта 1895 года Элис была приглашена на официальный XXVII завтрак общества «Sorosis» в честь избрания нового руководства. В газетах и журналах она продолжала печатать статьи об археологии и оккультизме у майя. Ещё не опубликованная книга Ле Плонжона «Царица Му и египетский сфинкс» подверглась едкому разбору в издании Review of Reviews. В конце концов Элис напрямую обратилась к благотворительнице Фиби Херст — матери медиамагната — и получила «достойные» деньги для подготовки рукописи к печати, готовый тираж также реализовывался через Ф. Херст. Денег оказалось достаточно для отъезда в Европу поздней осенью 1896 года. Элис рассчитывала навестить могилу отца в Лондоне и посетить Париж, где некогда совершенствовался в живописи её брат Гарри. Однако последние надежды Огюста на академическое признание были похоронены. В «Атенеуме» теории Ле Плонжона были открыто названы лженаучными, а отличное качество издания и иллюстраций были объявлены вредными, так как «сбивали с пути несведущих читателей».
Европейская поездка оказалась первым за долгие годы отпуском. Элис и Огюст гостили у её братьев и сестёр в Лондоне и Кенте, совершили поездку в Глазго, а далее прямым поездом (и паромом) второго класса отправились в Париж. В столице Франции они остановились в отеле «Fete Cite du Retiro» на улице Буасси д’Англа. Больше всего их интересовала выставка искусства майя в музее Трокадеро. Элис вела дневник, который потом стал основой её публикаций о Париже для американской публики. 27 ноября 1896 года супруги вернулись в Нью-Йорк на грузопассажирском пароходе, их спутником оказался писатель Элберт Хаббард. Хаббард активно пропагандировал книгу Огюста, но не вникал в её содержательные подробности. Элис сразу после прибытия опубликовала три статьи о пернатых в журнале для любителей активного отдыха, а 22 декабря 1896 года была приглашена на публичную лекцию в Институте Олбани. Она сопровождалась диапозитивами, а в содержательном отношении была пересказом книги Огюста. До 1900 года Элис опубликовала ещё семь статей в разных периодических изданиях, в том числе посвящённых Китаю, юкатанской войне рас, встрече Рождества на Юкатане и так далее. С апреля 1899 по февраль 1900 года Элис читала длинный цикл публичных лекций о путешествиях по Юкатану и жаловалась «на заговор профессоров-консерваторов»: жить приходилось на нерегулярные гонорары и роялти от продажи «Священных мистерий майя» — предыдущей книги Огюста.

### Кончина Огюста и Элис Ле Плонжон

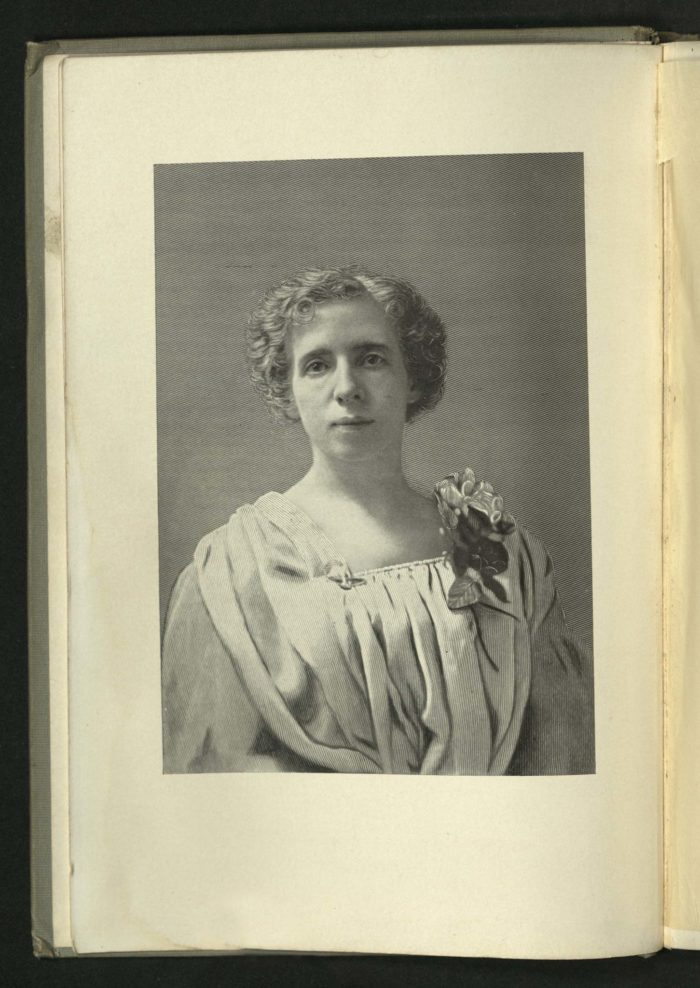
Элис Ле Плонжон. Фронтиспис книги Queen Moo’s Talisman: The Fall of the Maya Empire (1902)

В начале 1900-х годов Огюст всё больше страдал от стенокардии и вскоре совсем не мог покидать дома. Все заботы о нём легли на плечи 49-летней Элис, которая вынуждена была сокращать писательскую активность и пыталась продавать коллекции, собранные во время путешествий. В 1901 и 1902 годах она вынужденно выступала с лекциями в Бруклине (в том числе в Бруклинской Академии и школе № 60), чтобы не удаляться далеко от дома. Наконец, в свет вышла эпическая поэма самой Элис «Талисман царицы Му», снабжённая посвящением Огюсту. В поэме она повторила давнюю идею, что они с Огюстом — современные реинкарнации царицы Му и принца Акоха, чью память соединил нефритовый талисман, который носила Элис. В приложении были помещены ноты юкатанских мелодий, траскрибированных для фортепиано, гитары и скрипки. Однако финансовое улучшение длилось недолго. В 1905 году Элис жаловалась на последствия заболевания малярией и жёлтой лихорадкой, а больной Огюст с трудом пережил холодную зиму. Английская художница Адела Бретон, которая сама долгое время работала в Мексике, два раза в год посылала Ле Плонжонам по пятьдесят долларов. В мае 1907 года пришлось сменить квартиру и переехать в более дешёвый дом № 90 на Стейт-стрит.
Переезд тяжко дался Огюсту, у которого даже не было денег на грузчика, и Элис была вынуждена просить Мод Блэквелл и других друзей перетаскивать книги, фотопластинки и прочее. Ле Плонжон пытался заинтересовать Гарвардский университет идеей, что знает, где находится тайник с подлинными рукописями древних майя. До сих пор неясно, была ли это мистификация, или Огюст искренне в это верил. К лету 1908 года он не мог даже лежать из-за одышки и спал сидя в кресле, но при этом упорно отказывался от лекарств. Из-за почти годичной неподвижности он сильно растолстел и не мог передвигаться без посторонней помощи, сиделкой при нём служила бессменная Мод Блэквелл. В декабре он почти умирал, далее на неделю наступило видимое улучшение. 13 декабря 1908 года 82-летний Огюст Ле Плонжон скончался. По завещанию он был немедленно кремирован во Фреш-Понд. Элис утверждала, что уже через пять дней после кончины мужа вступила с ним в телепатический контакт и что он повествовал о радости в посмертии.
Элис написала некрологи Огюсту, опубликованные в New York Times и Brooklyn Daily Eagle, а также дала интервью для Philadelphia Record. Стоимость имущества, доставшегося Элис по завещанию, составляла не более 2000 долларов. Друзья настаивали на её возвращении к родным в Британию, 7 января 1909 года Элис с урной с прахом Огюста отплыла в Европу. 14 января должна была состояться лекция Элис о Юкатане (возможно, как дань памяти Огюсту), но выступление было отменено из-за отъезда. В ночь перед отплытием некая «немецкая дама-медиум» передала ей послание от покойного мужа. 13 января, когда пароход находился на середине Атлантического океана, Элис развеяла прах по ветру. В Лондоне миссис Ле Плонжон опубликовала подробную биографию Огюста, напечатанную по-английски в Journal de la Societe des Americanistes de Paris. Она восстановила контакты с теософами и начала публикацию 170-страничной поэмы «Грёзы об Атлантиде» — поэтического изложения теорий Ле Плонжона. Элис в предисловии заявила, что Атлантида была заселена с Юкатана древними майя.
После возвращения в Бруклин Элис Ле Плонжон ощущала резкий упадок сил. Она попросила Мод Блэквелл помочь с организацией архива и перепечаткой рукописей на машинке. У неё больше не было сил выступать публично, однако она продолжала печататься. Последняя её статья «Тайна Египта» вышла в свет в 1910 году в The London Magazine, что принесло гонорар в 25 гиней. В феврале 1910 года ей был поставлен диагноз «рак груди в последней стадии», метастазы очень глубоко проникли во внутренние органы. Элис приняла решение ещё раз посетить Лондон и попрощаться с родными в семейном доме на Четвинд-роуд, № 117. Прибыв в столицу Англии в апреле, она посетила трёх врачей, которые подтвердили, что конец близок. Через две недели она взяла билеты на пароход «Celtic». На пути в океане ей стало настолько плохо, что требовался круглосуточный присмотр судового врача А. Хоппера. Он дал радиограмму Мод Блэквелл, которая обратилась к мистику Джеймсу Чёрчварду и майянисту Герберту Спиндену, которые встречали вдову 16 мая в нью-йоркской гавани. Вечером того же дня Элис удалось пристроить в Женскую больницу. Лечение было невозможно, оставалось только вводить болеутоляющие. В больнице Элис прожила ещё 23 дня и скончалась 8 июня в возрасте пятидесяти восьми лет. Некрологи были помещены Мод Блэквелл в Brooklyn Daily Eagle и New York Evening Post, она же взяла на себя расходы на погребение. 9 июня состоялась кремация в Хадсон-Берген в Нью-Джерси, прах был развеян над Атлантическим океаном.

## Элис Ле Плонжон — писательница

### Утопия древних и современных индейцев майя
Первая книга Элис Ле Плонжон, вышедшая в 1886 году, — «Здесь и там на Юкатане» — состояла из 18 очерков. Пятнадцать публиковались ранее (в том числе восемь вышли в респектабельных изданиях New York World и Proceedings of the American Antiquiarian Society). Лишь три очерка не печатались до включения в книгу: «Вдоль побережья», «Идолопоклонство на Юкатане» и «Предания индейцев майя». В предисловии Элис называла народ майя «высокоцивилизованным» и даже утверждала, что в его среде «практикуется коммунизм». Мексиканские исследовательницы Ромина Эспанья и Каролина Депетрис (Национальный автономный университет Мексики) утверждали, что Элис использовала в своей книги двойную повествовательную стратегию. С одной стороны, она сразу предупреждала читателя, что знакомит его с сущностями, познанными на собственном опыте, с другой стороны, руководствовалась концепцией циклического развития человечества, заявляя, что жители Юкатана репрезентируют сущности очень отдалённого прошлого, поэтому путешествие к майя сродни путешествию на машине времени. Из этого следует, что Элис интенсивно использовала тропы Аркадии (современность) и Утопии (прошлое майя и Атлантиды), которые соединялись на Юкатане воочию («познавая Юкатан как современный, так и древний») и могли быть фотографически запечатлены.
В книге 1886 года отчётливо проявляется критика современного положения майя на Юкатане. Она не направлена против пережитков старины (напротив, индейцы максимально стараются сохранить преемственность с древней утопией), а единственно против ассимилированных элементов западной цивилизации. В первую очередь это католицизм, которому так и не удалось перебороть древнего идолопоклонничества. При описаниях островов восточного побережья Юкатана настойчиво проводится мысль, что это в буквальном смысле острова утопии, где естественный человек ведёт естественный образ жизни, давно утраченный на Западе.

### Авторский миф об Атлантиде
Картина древней цивилизации Атлантиды формировалась в сознании Элис Ле Плонжон как под воздействием теорий её мужа Огюста, так и из чтения испанских источников по истории Центральной Америки. Хуан де Солорсано-и-Перейра в трактате Politica indiana (1647) впервые заявил, что Америка была населена атлантами, ссылаясь при этом на Юста Липсия. Люксембургский путешественник Гийом Дюпэ, посетив в 1805—1807 годах крупнейшие археологические памятники Мексики, включая Митлу и Паленке, возродил концепцию происхождения всех великих культур Старого и Нового света из Атлантиды. Эту идею подхватил и стал развивать аббат Брассёр де Бурбур.
Собственный миф о погибшей цивилизации Элис изложила в поэме «Грёзы об Атлантиде», публиковавшейся с продолжением в 1909—1911 годах в лондонском теософском журнале The World. По оценке Ромины Эспанья и Каролины Депетрис, миф этот хотя и основывался на идеях Огюста Ле Плонжона, в частности, его фантастического «перевода» Кодекса Троано, но фактически был утопическим повествованием, пересекающимся с социалистическими идеями, которыми Элис живо интересовалась. В повествовании Элис Ле Плонжон история майя начинается в эпоху максимального расцвета Платоновского континента (она охотно демонстрировала своё классическое образование), а далее действие переходит в страну майя, которая накануне испанского вторжения находилась в упадке. Упадок этот продолжался и в XIX веке как результат деятельности колонизаторов. Элис и Огюст разделяли идею цикличности мировой истории, вероятно, восходящей к эволюционным идеям Сен-Симона. В этой доктрине считалось, что чередование прогресса и регресса («органических» и «критических» циклов) благотворно, так как периодические катастрофы, подобные всемирному потопу, очищают Землю от негативных порождений эволюции и способствуют перезаключению завета Бога и человека. Сен-Симон считал европейское средневековье не «тёмной» эпохой, а, напротив, органической, ибо регулировалась христианской верой как прочным основанием общества.
Согласно Элис Ле Плонжон, великая империя майя была основана выходцем из Атлантиды принцем Каном, который был кузеном и советником царя Атласа и организовал вывод колонии в страну «Майяк» своих сторонников, не присягнувших узурпатору Гадейру, отравившему своего предшественника. Майя смогли избавиться от стяжательства, в отличие от деградировавших атлантов, и построили истинно коммунистическое общество всеобщего братства. «Все работали совместно, а после уплаты налогов делили произведённое поровну». Пассажи, в которых путешественники не брали с собой вещей, ибо пользовались без всякой платы гостеприимством в любом доме, представляли собой перифраз повествования Томаса Мора. С другой стороны, Элис подчёркивает, что майя сохранили гостеприимство ко времени её собственного путешествия. Равным образом миссис Ле Плонжон отстаивала принцип естественного права в древнем обществе майя, который противостоял любым писаным законам: «люди гораздо эффективнее объединяются доброжелательностью, а не договорами; чувствами, а не словами». Древние майя понимали, что природа и общество управляются одними и теми же законами, порочным является идти против природы.
Подобно другим утопистам своего времени, Элис Диксон подчёркивала высокий уровень цивилизации майя. В платоновско-ренессансной традиции утопии идеальное общество поддерживается и управляется группой посвящённых — мудрецов или жрецов, избираемых всенародно за их знания и добродетели. Жрецы майя усердно изучали историю, причём не только своей страны, но и всех народов, с которыми имели дело, а также развивали медицину, астрономию, геологию, «искусство предсказания и дар пророчества». Знание не было общедоступным: «они, несомненно, были обязаны не разглашать некоторые вещи, открытые им в тайне посвящения».

### Пьеса Брук Беттс и Элис Ле Плонжон
Периодом 1908—1910 годов датирована пьеса некой Брук Беттс «Падение майя» в пяти актах и десяти действиях с прологом и эпилогом по мотивам книги Огюста Ле Плонжона «Царица Му и египетский Сфинкс» с музыкальной партитурой Элис Ле Плонжон. Пьеса так и осталась в машинописи, на титульном листе которой подклеен краткий синопсис с обозначением авторства и времени создания. Л. Десмонд утверждал, что пьеса, возможно, содержит важную автобиографическую информацию, которая до известной степени позволяет пролить свет на знакомство Элис и Огюста и складывающиеся между ними отношения. Действие пролога разворачивается перед Верхним храмом ягуаров в Чичен-Ице. Главный герой — профессор Луи Планеант (Louis Planeant) — утешает собственную племянницу Хоуп Мэйланд и её возлюбленного Чарльтона Кане. Чарльтон просит руки Хоуп у профессора, но тот отказывает, ибо пообещал матери Хоуп, что та выйдет за некоего Альфреда. После этого он излагает романтическую историю о царице майя, которая и занимает основной объём текста. Л. Десмонд обращал внимание на имя профессора «Луи», которое, вероятно, соотносится с одним из имён Ле Плонжона, тогда как фамилия Хоуп явно намекает на «Майяленд». Также исследователь предположил, что имя сестры Планеанта — Селия — по-латыни означает «близорукая», то есть намекает, что она не видит истинных чувств своей дочери к Чарльтону. Фамилия же «Кане» может намекать как на юкатекский глагол в повелительном наклонении «поехали!», так и на повстанческого вождя майя Хасинто Канека. Существовали ли более интимные намёки, например, была ли рука Элис обещана другому, проверить совершенно невозможно.

## Наследие
В общей сложности Огюст и Элис Ле Плонжоны выполнили более 2200 фотографий. Их негативы и отпечатки хранятся в Философском исследовательском обществе в Лос-Анджелесе, Американском музее естественной истории в Нью-Йорке, Музее Пибоди в Гарвардском университете, Исследовательском институте Гетти в Лос-Анджелесе и в коллекции Дональда Диксона (внучатого племянника Элис) в Лондоне. Элис посылала своим родным фото из Мексики, которые образовали альбом с 239 изображениями. Дубликаты оригинальных фотографий из вышеуказанных коллекций хранятся в Центре исследований майя в Барнардсвилле, Северная Каролина. В диссертации и последующих публикациях Лоренса Десмонда были обработаны и каталогизированы 1034 фото. Элис Ле Плонжон завещала оставшийся от Огюста архив своей подруге Мод Блэквелл, у которой документы и фото в 1931 году купил писатель Мэнли Холл. Дневники и переписка Элис Ле Плонжон до 1980-х годов находились в архиве Теософского общества Лос-Анджелеса, а в 2004 году поступили в коллекцию Музея Гетти. В 1980-х годах в собрание Музея современного искусства в Мехико поступила коллекция фотографий Элис Ле Плонжон (125 отпечатков) из собрания Мануэля Браво. Её первая выставка прошла в 2011 году.
Со второй половины 1970-х годов архивом Ле Плонжонов стал заниматься антрополог Лоренс Гюстав Десмонд (род. 1935), который в 1983 году защитил на основе биографии Огюста докторскую диссертацию. В 1988 году он опубликовал в соавторстве с Филлис Мессенджер монографию «Мечта о майя: Огюст и Элис Ле Плонжон на Юкатане XIX века».
В 2009 году Л. Десмонд (совместно с К. Лайонс из Музея Гетти) выпустил в свет отдельную биографию Элис Ле Плонжон, более половины объёма книги составила публикация её полевых дневников за 1873—1876 годы. По оценке рецензентов, Элис ни в чём не уступала своему супругу и была самостоятельной исследовательницей, первой женщиной, чьи статьи были опубликованы в «Учёных записках Американского общества антикваров».

## Публикации
- Le Plongeon A. Notes on Yucatan // Proceedings of the American Antiquarian Society. — 1879. — No. 72. — P. 77—106.
- Le Plongeon A. A carnival at Yucatan // The New York World. — 1881. — March 27. — Sec. 3. — P. 3—4.
- Le Plongeon A. Ruined Uxmal // The New York World. — 1881. — June 27 and July 18.
- Le Plongeon A. Yucatan’s buried cities // The New York World. — 1881. — November 27. — P. 10.
- Le Plongeon A. Dr. Le Plongeon’s latest and most important discoveries among the ruined cities of Yucatan // Scientific American. — 1884. — Supplement 448, August 3. — P. 7143—7174.
- Le Plongeon A. The new and the old in Yucatan // Harper’s Magazine. — 1885. — Vol. 70. — P. 372—386.
- Le Plongeon A. D. Here and there in Yucatan : miscellanies. — New York : J. W. Bouton, 1886. — 146 p.
- Le Plongeon A. Yucatan, its ancient temples and palaces (abstract) // New York Academy of Sciences Transactions. — 1886. — Vol. V. — P. 169—178.
- Le Plongeon A. The Mayas: Their customs, laws and religion // Magazine of American History. — 1887. Vol. 17. — P. 233—238.
- Le Plongeon A. Eastern Yucatan, Its scenery, people, and ancient cities and monuments (abstract) // New York Academy of Sciences Transactions. — 1887. — Vol. VII. — P. 45—48.
- Le Plongeon A. The Mayas. Individuality and personality // Theosophical Siftings, Vol. 3, No. 14.
- Le Plongeon A. Customs and superstitions of the Mayas // Popular Science. — 1894. — Vol. 44. — P. 661—670.
- Le Plongeon A. Occultism among the Mayas // The Metaphysical Magazine. — 1896. — Vol. 1. — P. 66—72.
- Le Plongeon A. D. Queen Moo’s Talisman; the Fall of the Maya Empire. — New York : Peter Eckler, 1902. — xxiii, 25—82 p.
- Le Plongeon, Alice. AUGUSTUS LE PLONGEON, M. D. L. L. D // Journal de La Société Des Américanistes. — 1909. — Vol. 6, no. 1/2. — P. 276—279. — JSTOR 44394669.
- Le Plongeon A. A dream of Atlantis // The World Magazine: 1909. Vol. IX, pp. 1–20, 136—144, 220—233, 284—290, 364—371; Vol. X, pp. 46–57, 103—115, 179—186, 243—249, 304—312, 369—375; 1910. Vol. XI, pp. 49–59, 116—122, 178—186, 236—246, 288—301, 353—367; 1911. Vol. XII, pp. 47–55, 115—126.
- Le Plongeon A. The mystery of Egypt: Whence came her ancestors? // London Magazine. — 1910. — Vol. 24, Iss. 140. — P. 121—132.